# جان لورنس اسمیت
جان لورنس اسمیت (به انگلیسی: J. Lawrence Smith)،(زاده ۱۷ دسامبر ۱۸۱۸ - درگذشته۱۲ اکتبر ۱۸۸۳) شیمیدان آمریکایی بود، که در لوییویل، کنتاکی زاده شد و در و دانشگاه پزشکی کارولینای جنوبی (دکترای پزشکی سال ۱۸۴۰) و در آلمان زیر نظر یوستوس فون لیبیش
و در پاریس زیر نظر Théophile-Jules Pelouze تحصیل کرد. در سال ۱۸۴۴ در چارلستون، کارولینای جنوبی طبابت را شروع کرد و مجله پزشکی و جراحی کارولینای جنوبی را تأسیس کرد. بین سال ۱۸۴۶ و ۱۸۵۰ در قراردادی با دولت منابع معدنی ترکیه را بررسی کرده و ذخایر زغال‌سنگ، کرومیت، سنگ معدن و ذخایر سنگ سنبادهٔ جزیرهٔ مشهور ناکسوس را کشف کرد. او در ترکیه لیبیشت را هم کشف کرد و آن را به افتخار استادش لیبیش نامگذاری کرد.
سال ۱۸۵۰ اسمیت در حالی که استاد دانشگاه لوئیزیانا (که الان دانشگاه تولین نامیده می‌شود) بود میکروسکوپ وارونه را اختراع کرد. از سال ۱۸۵۲ تا ۱۸۵۴ استاد شیمی دانشگاه ویرجینیا بود؛ و از سال ۱۸۵۴ تا ۱۸۶۶ او رئیس و استاد شیمی و سم‌شناسی بخش پزشکی دانشگاه لوییویل بود.